# یادداشت‌برداری فورسیت–ادواردز

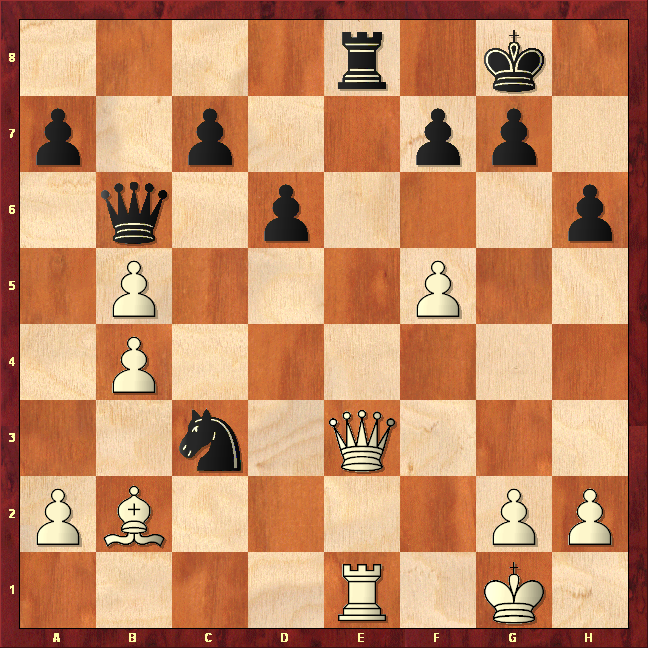
موقعیتی که «فورسیت–ادواردز» نشان می‌دهد، به‌صورت زیر است؛ 4t1r1/p1p2pp1/1d1p3p/1P3P2/1P6 /2c1D3/PA4PP/4T1R1/.

یادداشت برداری فورسیت–ادواردز  (به انگلیسی: Forsyth–Edwards Notation) (به شکل خلاصه FEN یا فِن) یک استاندارد نشانه‌گذاری برای توصیف شرایط یک صفحهٔ شطرنج است. این روش نشانه‌گذاری تمام اطلاعات لازم برای بازچینی یک صفحه و انتقال تمام اطلاعات مربوط به آن را داراست.
فِن توسط یک روزنامه‌نگار اسکاتلندی به نام دیوید فورسیت پیشنهاد شد و توسط استیون ادرواد توسعه یافت.

## تعریف
یک رکورد فن یک موقعیت خاص بازی را تعریف می‌کند، همه در یک خط متن و فقط با استفاده از مجموعه کاراکترهای ASCII. یک فایل متنی که فقط شامل رکوردهای داده FEN باشد باید از پسوند نام فایل .fen استفاده کند.
یک رکورد فن شامل شش فیلد است که هر کدام با یک فاصله از هم جدا می‌شوند. این فیلدها به شرح زیر هستند:
- داده‌های چیدمان مهره: هر ردیف توصیف می‌شود، از ردیف ۸ شروع و به ردیف ۱ ختم می‌شود، با یک "/" بین هر کدام؛ در هر ردیف، محتویات خانه‌ها به ترتیب از ستون a تا ستون h توصیف می‌شوند. هر مهره با یک حرف واحد گرفته شده از نام‌های استاندارد انگلیسی در نماد جبری شطرنج شناسایی می‌شود (سرباز = "P"، اسب = "N"، فیل = "B"، رخ = "R"، وزیر = "Q" و شاه = "K"). مهره‌های سفید با استفاده از حروف بزرگ ("PNBRQK") و مهره‌های سیاه با استفاده از حروف کوچک ("pnbrqk") مشخص می‌شوند. مجموعه‌ای از یک یا چند خانه خالی متوالی در یک ردیف با یک رقم از "۱" تا "۸" نشان داده می‌شود که مربوط به تعداد خانه‌ها است.
- رنگ فعال: "w" به این معنی است که نوبت حرکت با سفید است؛ "b" به این معنی است که نوبت حرکت با سیاه است.
- قابلیت قلعه رفتن: اگر هیچ‌یک از طرفین توانایی قلعه رفتن نداشته باشند، این فیلد از کاراکتر "-" استفاده می‌کند. در غیر این صورت، این فیلد شامل یک یا چند حرف است: "K" اگر سفید بتواند قلعه بزرگ برود، "Q" اگر سفید بتواند قلعه کوچک برود، "k" اگر سیاه بتواند قلعه بزرگ برود و "q" اگر سیاه بتواند قلعه کوچک برود. وضعیتی که به‌طور موقت از قلعه رفتن جلوگیری می‌کند، مانع استفاده از این نمادگذاری نمی‌شود.
- خانه هدف آن پاسان: این خانه‌ای است که یک سرباز بلافاصله پس از حرکت دو خانه از روی آن عبور کرده است؛ این خانه با نماد جبری نشان داده می‌شود. اگر خانه هدف آن پاسان وجود نداشته باشد، این فیلد از کاراکتر "-" استفاده می‌کند. این مورد صرف نظر از اینکه آیا سربازی در موقعیت مناسب برای گرفتن آن پاسان وجود دارد یا خیر، ثبت می‌شود. نسخه به روز شده مشخصات از آن زمان به گونه‌ای تغییر کرده است که خانه هدف فقط در صورتی ثبت می‌شود که یک گرفتن آن پاسان قانونی امکان‌پذیر باشد، اما نسخه قدیمی استاندارد رایج‌ترین نسخه مورد استفاده است.
- ساعت نیم‌حرکت: تعداد نیم‌حرکت‌ها از آخرین گرفتن یا پیشروی سرباز، که برای قانون پنجاه حرکت استفاده می‌شود.
- شماره حرکت کامل: شماره حرکت‌های کامل. از ۱ شروع می‌شود و پس از حرکت سیاه افزایش می‌یابد.

## نمونه
این عبارت مشخص‌کنندهٔ شروع یک بازی شطرنج در شیوه خلاصه‌نویسی فِن است:
```
rnbqkbnr/pppppppp/8/8/8/8/PPPPPPPP/RNBQKBNR w KQkq - 0 1
```

در اینجا فِن پس از حرکت 1. e4 را مشاهده می‌کنید:
```
rnbqkbnr/pppppppp/8/8/4P3/8/PPPP1PPP/RNBQKBNR b KQkq e3 0 1
```

## References
1. ↑  Portable Game Notation Specification and Implementation Guide